# プロニャ川 (ベラルーシ)
プロニャ川（プロニャがわ、ベラルーシ語: Проня）はベラルーシのマヒリョウ州・ヴィテプスク州を流れる、ソジ川の支流である。長さ172 km、流域面積4910 km2、河口での平均水量は毎秒30 m3/sである。
流れは緩やかであり、岸のいたるところに勾配がついており、土壌は豊かな養分を含んでいる。夏にはよく氾濫する。冬は例年11月末に凍結し、3月末に融解する。
川に面する市としてはホルキと、河口（ソジ川との合流地点）に位置するスラウハラドがある。